# Гренландский кит
Гренландский кит, или полярный кит (лат. Balaena mysticetus), — морское млекопитающее парвотряда усатых китов. Единственный вид рода гренландских китов (Balaena).

## Описание

Сравнительные размеры гренландского кита и человека

Гренландский кит, обитает в полярных районах Северного полушария. Максимальная длина: самки — до 22 м , самцы — 18 м; масса взрослого животного — от 75 до 100 т и даже 150 т. Бисконти и соавторы (2021) пришли к выводу, что увеличение средних размеров гренландских китов связано с их вторжением в Северный Ледовитый океан около 3 млн. лет назад. Ныряет на глубину до 200 м и может оставаться под водой до 40 мин. Средняя скорость — около 20 км/ч.

## Продолжительность жизни
Средняя продолжительность жизни в природе — около 40 лет. Отдельные особи могут жить более 200 лет, что считалось рекордом среди позвоночных животных. Это косвенная оценка, вычисленная на основе измерения степени рацемизации аспарагиновой кислоты в хрусталике глаза кита, результаты оценки могут быть неточными. На основе того же метода выявлены ещё три самца, чей возраст превышает 100 лет. Причём у этих четырёх китов обнаружены лишь немногие очевидные признаки патологии.
Этот рекорд оспаривает гренландская полярная акула Somniosus microcephalus, возраст которой может составлять от 272 до 512 лет. Тем не менее, гренландский кит остаётся претендентом на звание самого долгоживущего млекопитающего.

## Местообитание
Гренландский кит обитает в холодных водах Северного полушария, самое «южное» стадо этих китов встречается в Охотском море (54о с. ш.). Это единственный вид усатых китов, проводящий всю жизнь в полярных водах (остальные виды обитают в южных умеренных водах, а в северные воды плывут только на кормёжку). По причине суровых условий обитания гренландских китов, наблюдение за ними затруднено. Весной гренландские киты мигрируют на север, осенью — на юг, отступая ото льда. Несмотря на пристрастие к полярным широтам, оказываться среди льдов эти киты не любят, но иногда они вынуждены прокладывать себе дорогу прямо во льдах, раскалывая льдины. Известны случаи, когда полярный кит ломал льдину толщиной в 22 см.
Во время миграции гренландские киты зачастую выстраиваются наподобие перевёрнутой буквы «V», что облегчает им охоту.

##### Охотское море

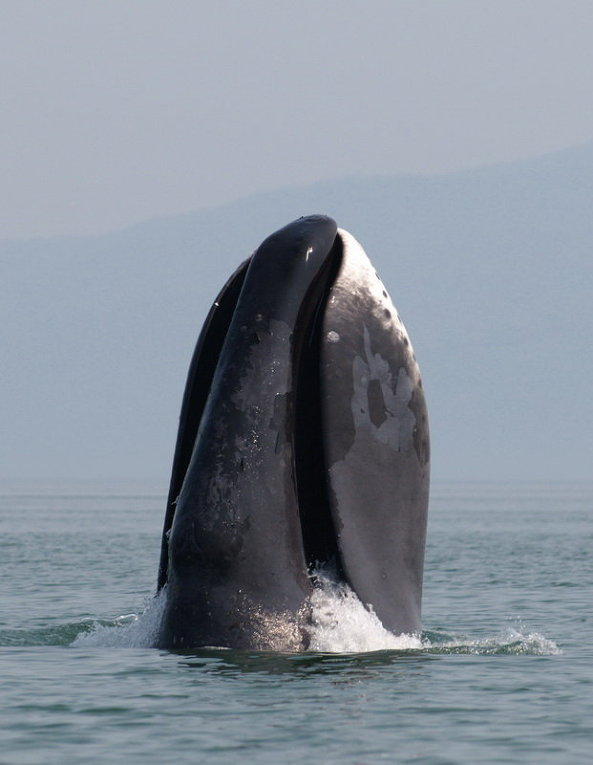
Гренландский кит в северо-западной части Охотского моря

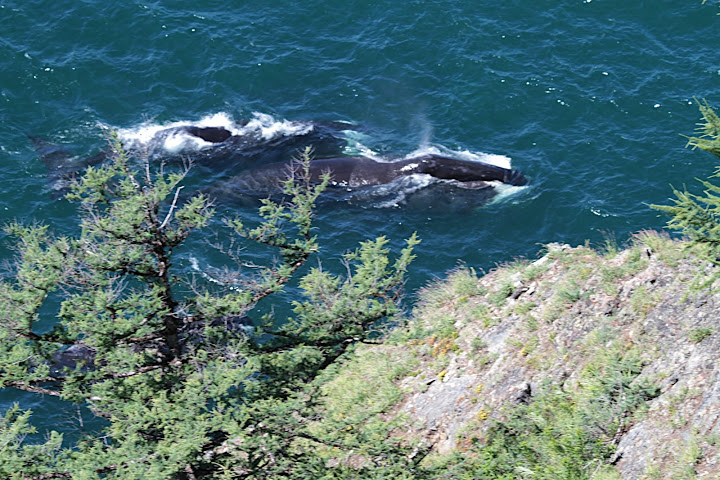
Киты в проливе Линдгольма

О находящихся под угрозой исчезновения популяциях Охотского моря известно недостаточно, однако в 2000-е гг. киты регулярно наблюдались около Шантарских островов близко к берегу. По мнению российских учёных, общая численность китов не превышает 400 животных. Научные исследования этой группы популяций были редки до 2009 г., когда исследователи, изучавшие белух, отмечали концентрацию гренландских китов в районе исследования. Российские учёные и экологи сотрудничали с Всемирным фондом дикой природы для создания национального парка «Шантарские острова», который учреждён постановлением правительства РФ в Хабаровском крае для сохранения уникальных экосистем Охотского моря.

## Питание
Гренландские киты питаются исключительно планктоном, преимущественно состоящим из представителей ракообразных (главным образом каланусами (Calanus finmarchicus), а также крылоногими моллюсками Limacina helicina). Взрослая особь гренландского кита может потреблять ежедневно до 1,8 т пищи.
Питаются гренландские киты способом типичным для всех представителей усатых китов. С каждой стороны пасти кита свисают порядка 325–360 пластинок китового уса длиной до 4,3 м. Во время кормления кит движется сквозь толщу воды с открытым ртом. При этом планктонные ракообразные, осевшие на пластинах уса, соскребаются языком и заглатываются. Отличительной особенностью уса гренландских китов является его необычайно тонкая структура, что позволяет животному отфильтровывать настолько мелких ракообразных, которые недоступны другим китам.

## Размножение

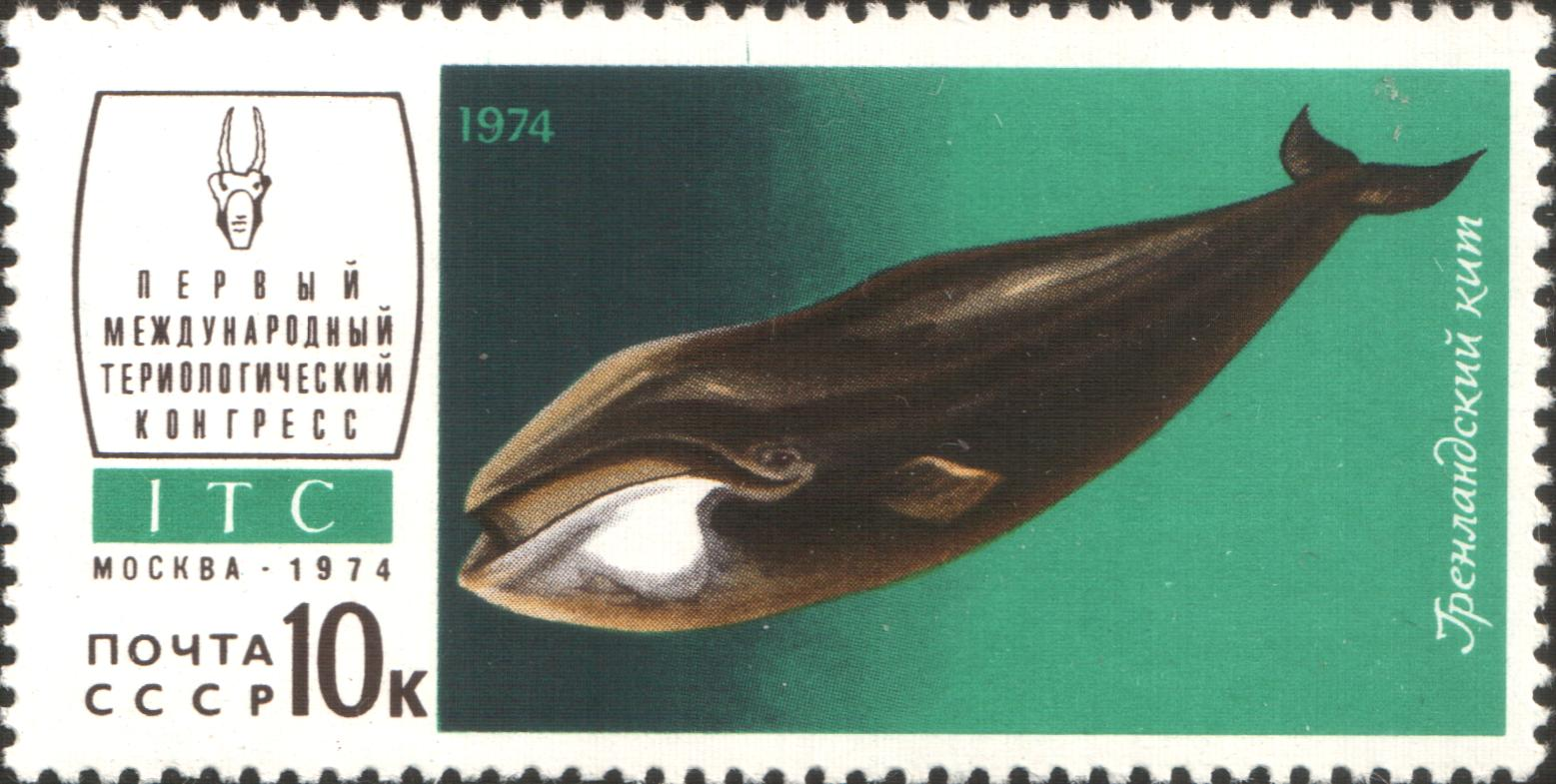
Марка СССР

Спаривание особей этого вида происходит весной или ранним летом. Беременность длится приблизительно 13 месяцев, таким образом потомство рождается в апреле-июне следующего года. Длина новорождённого кита составляет приблизительно 4 м. Отличительной особенностью китов является рождение детёнышей с полностью сложившейся жировой прослойкой, необходимой для термоизоляции животного. Кормление молоком осуществляется в течение полугода, после чего молодняк переходит на естественную диету. Следующий помёт самка приносит, как правило, через три года после родов.

## Статус популяции

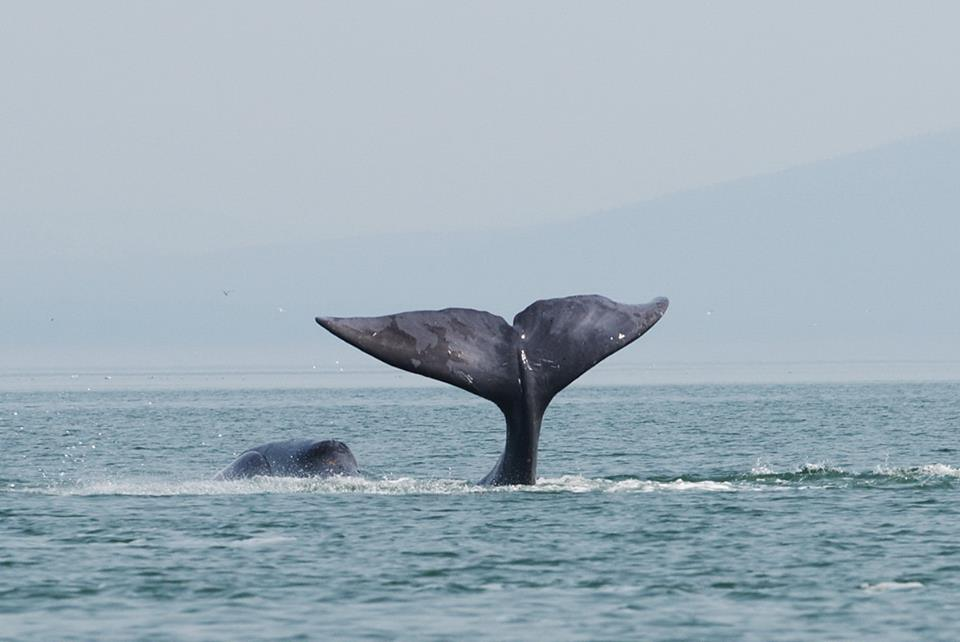
Кит резвится в северо-западной части залива Ульбанский Охотского моря

Охотиться на китов люди стали давно, хотя сначала использовали туши животных, которые находили на берегах. В глазах древних охотников это была «живая гора» съедобного мяса и жира, не только желанная, но и относительно доступная. Кит настолько тихоходен, что его можно догнать на вёсельной лодке. В общем, его не так сложно и добыть, владея простейшим оружием — копьями и ручными гарпунами. Наконец, убитый на воде, он не тонет.
Давно начали свой промысел гренландских китов и европейцы. Начало ему положили русские поморы. Ещё в XVI в. они охотились на китов у берегов Мурмана, и на Груманте (Шпицбергене).
До начала активного промысла в XVII в. мировая популяция гренландских китов была так многочисленна, что, по свидетельству капитана корабля, шедшего на Шпицберген, его кораблю «приходилось раздвигать стада резвящихся в воде чудовищ, как если бы это был паковый лёд». В 1611 г. тут появились англичане, в 1612 — голландцы, в 1615 — датчане, а за ними испанцы, французы, немцы. Ежегодно на промысел к Шпицбергену ходило по 500 и даже по 1000 кораблей. Правда, каждый китобоец добывал за сезон всего нескольких, а иногда и одного кита, но и это была удача, которая с лихвой окупала расходы на снаряжение такой экспедиции. На пустынном островке Амстердам, у Западного Шпицбергена, за несколько лет выросла разгульная столица китобоев — Смеренбург (Ворванный город) с салотопнями и мастерскими, складами и жилыми домами, магазинами и трактирами.
Через несколько десятков лет, ко второй половине XVII в. запасы китов в Баренцевом море стали сокращаться, и китобои начали осваивать новые районы промысла, расположенные к западу от Гренландии. Тем не менее ещё в XVIII в. годовая добыча нередко составляла здесь 2 500 китов. Даже в XIX в. у одних только американских компаний доход от китобойного промысла в Баренцевом море превышал 1 млрд. долл.
К концу XIX в. китобойный промысел поставил этот вид на грань уничтожения. Только голландскими китобоями в районе Шпицбергена было уничтожено не менее 50 тыс. особей. Ещё в 1905 г. здесь было добыто 600 китов, но в 1912 году — лишь 55. В 1920—1930 гг. гренландские киты в Баренцевом море считались уже полностью истребленными.
В середине XIX в., позднее, чем в других местах обитания гренландских китов, китобои появились в северной части Тихого океана. Здесь промысел также развивался стремительно: «только с 1846 по 1862 год американские компании выручили от продажи уса и жира китов, добытых в Охотском море, больше ста тридцати миллионов долларов. У берегов Чукотки, Камчатки и в Охотском море с 1854 по 1876 год американские китобои добыли почти двести тысяч гренландских и южных китов, но с 1911 по 1930 год у северо-западного побережья Америки удалось убить только пять гренландских китов».
В 1935 году Международная китобойная комиссия установила запрет на добычу гренландского кита, впоследствии запрет неоднократно подтверждался. С 1973 года этот кит включен в Приложение I к Конвенции СИТЕС.
Современная популяция гренландских китов, оцениваемая не менее чем в 10 тысяч особей, в основном сосредоточена в морях Чукотском, Беринговом и Бофорта.